# Chemelil Sugar Football Club
Actualités
Le Chemelil Sugar Football Club est un club kenyan de football basé à Chemelil.

## Palmarès
- Coupe du Kenya (1)
  - Vainqueur : 2003